# Leptotyphlops dulcis
Leptotyphlops dulcis är en kräldjursart som beskrevs av  Baird och GIRARD 1853. Leptotyphlops dulcis ingår i släktet Leptotyphlops och familjen Leptotyphlopidae.

## Underarter
Arten delas in i följande underarter:
- L. d. dissectus
- L. d. dulcis
- L. d. myopicus
- L. d. supraorbicularis
- L. d. iversoni